# ばかのハコ船
『ばかのハコ船』は、2003年に公開された、山下敦弘監督の映画。前作『どんてん生活』受賞でもらった奨励金で撮った作品。Variety誌に「もし、ジム・ジャームッシュが若かったらこんな映画を撮っていたろう」と評された。

## キャスト
- 山本浩司
- 笹野高史
- 木野花
- 山本剛史
- 小寺智子
- 細江祐子
- 田中暁子
- 今枝真紀
- 松江哲明

## スタッフ
- 監督・脚本　山下敦弘
- 脚本　向井康介
- 撮影　近藤龍人
- 音楽　赤犬
- 製作　真夜中の子供シアター、プラネット+1
- 配給　ビターズ・エンド

## ストーリー
「赤汁」なる怪しげな健康飲料の販売員として頑張っているカップルがいる。しかし赤汁は売れない。男（通称サカポン）は、故郷に帰り、家族、親類、旧友にも販売の協力を頼むが、事態は思うように進展しない。そんなとき、むかし付き合っていた彼女がベロニカという名で風俗嬢をやっていることを知る。客として彼女に会いに行くと、彼女の妹の妊娠騒動に出くわして、事態は思わぬ方向へ･･･。